# Dudi Sela
Dudi Sela (* 4. dubna 1985, Kirjat Šmona, Izrael) je současný izraelský profesionální tenista. Ve své dosavadní kariéře zatím nevyhrál na okruhu ATP World Tour žádný turnaj.

## Finálové účasti na turnajích ATP World Tour (3)

### Dvouhra - prohry (2)
| Legenda                                                       |
| ATP International Series Gold / ATP World Tour 500 Series (0) |
| ATP International Series / ATP World Tour 250 Series (2)      |

| Č. | Datum         | Turnaj       | Povrch | Vítěz        | Výsledek       |
| 1. | 28. září 2008 | Peking, Čína | tvrdý  | Andy Roddick | 6-4, 6-76, 6-3 |
| 2. | 2. srpen 2014 | Atlanta, USA | tvrdý  | John Isner   | 6-3, 6-4       |

### Čtyřhra: 1 (1)
| Stav  | č. | datum          | turnaj            | povrch | spoluhráčka    | soupeřky ve finále               | výsledek         |
| ----- | -- | -------------- | ----------------- | ------ | -------------- | -------------------------------- | ---------------- |
| Vítěz | 1. | 1. května 2016 | Istanbul, Turecko | antuka | Flavio Cipolla | Andrés Molteni Diego Schwartzman | 6–3, 5–7, [10–7] |

## Tituly na turnajích ATP Challenger Tour (8)

### Dvouhra (7)
| Č. | Datum              | Turnaj    | Povrch | Soupeř ve finále        | Výsledek         |
| 1. | 20. červenec, 2003 | Togliatti | tvrdý  | Juan Pablo Brzezicki    | 6-2, 6-4         |
| 2. | 31. červenec, 2005 | Lexington | tvrdý  | Bobby Reynolds          | 6-3, 3-6, 6-4    |
| 3. | 6. srpen, 2005     | Vancouver | tvrdý  | Paul Baccanello         | 6-2, 6-3         |
| 4. | 22. červenec, 2007 | Togliatti | tvrdý  | Michail Ledovskich      | 7-6(4), 6-3      |
| 5. | 28. říjen, 2007    | Soul      | tvrdý  | Konstantinos Economidis | 6-4, 6-4         |
| 6. | 25. listopad, 2007 | Jokohama  | tvrdý  | Takao Suzuki            | 6-7(5), 6-4, 6-2 |
| 7. | 3. srpen, 2008     | Vancouver | tvrdý  | Kevin Kim               | 6-3, 6-0         |

### Čtyřhra (1)
| Č. | Datum              | Turnaj    | Povrch | Partner          | Soupeři ve finále                  | Výsledek    |
| 1. | 18. listopad, 2007 | Kao-siung | tvrdý  | Stephen Amritraj | Rik de Voest Pierre-Ludovic Duclos | 6-4, 7-6(4) |

## Davisův pohár
Dudi Sela se zúčastnil 37 zápasů v Davisově poháru  za tým Izraele s bilancí 18-19 ve dvouhře.

## Postavení na žebříčku ATP na konci sezóny

### Dvouhra
| Rok    | 2001  | 2002   | 2003   | 2004   | 2005   | 2006   | 2007  | 2008  | 2009  |
| Pořadí | 1379. | ▲ 472. | ▲ 325. | ▲ 260. | ▲ 171. | ▼ 240. | ▲ 66. | ▼ 91. | ▲ 43. |

### Čtyřhra
| Rok    | 2002 | 2003   | 2004   | 2005  | 2006   | 2007   | 2008   | 2009   |
| Pořadí | 532. | ▲ 458. | ▲ 410. | ▲ 397 | ▼ 452. | ▲ 273. | ▼ 486. | ▲ 209. |